# Croydon (Londýn)
Croydon je město v jižním Londýně v obvodu Croydon v Anglii ve Spojeném království. Nachází se přibližně patnáct kilometrů jižně od Charing Cross. V roce 2001 zde žilo 330 587 obyvatel.